# 若阿金·阿马拉尔
若阿金·阿马拉尔（1968年6月7日—）东帝汶政客、外交官，东帝汶独立革命阵线党党员。他是现任的经济事务统筹部长，自2020年6月起在陶尔·马坦·鲁阿克领导的第八届东帝汶宪法政府中任职。此前，他曾担任东帝汶驻泰国大使，以及国民议会议员。

## 政治生涯
阿马拉尔修有农学学位。他曾是东帝汶建筑协会的秘书长、福泰集团的董事以及富曼PT有限公司的管理者。
2001年，阿马拉尔作为东帝汶独立革命阵线的候选人当选为东帝汶制宪会议成员，2002年制宪会议转型为国民议会，阿马拉尔任议员。在2001-2007年的议会任期内，他是G委员会（基础设施委员会）的成员。2007年举行的议会选举中阿马拉尔未能再次当选，但在2007年8月21日，即选举结束后一个月，他接替了一名尚未就任的东帝汶独立革命阵线候选人，得到了第二个任期。阿马拉尔在第二个任期中仍是G委员会的成员。
2015年11月，阿马拉尔被任命为东帝汶驻泰国大使，接替了前任大使若昂·卡马拉。2020年，阿马拉尔的大使任期结束。
东帝汶独立革命阵线加入第八届宪法政府后，阿马拉尔于2020年6月24日宣誓就任经济事务统筹部长。